# Tarquin's Seaweed Farm
Tarquin's Seaweed Farm es el primer trabajo de Steven Wilson bajo el nombre de Porcupine Tree. Fue editada como una casete de recopilación de las primeras composiciones de Wilson realizadas para su proyecto, en un principio satírico, pero que terminó conformando una banda corriente. Esta casete fue enviada a unos pocos amigos del músico inglés, pero fue suficiente para que éste alcanzase cierta fama en el panorama underground británico al ser publicado por la revista Freakbeat. Posteriormente, fue editado por Delerium Records en 1991, y acabó formando, junto con otra casete titulada The Nostalgia Factory, el primer disco de la formación, llamado On the Sunday of Life.... Las canciones desechadas del disco fueron a parar al EP Yellow Hedgerow Dreamscape.

## Lista de canciones

### Cara A
1. "Music for the Head (Here)"	2:44
2. "Jupiter Island"	6:09
3. "Nun's Cleavage (Left)"	2:45
4. "Clarinet Vignette"	1:18
5. "Nun's Cleavage (Right)"	1:09
6. "Space Transmission"	2:56
7. "Message From a Self-Destructing Turnip"	0:28
8. "Radioactive Toy"	5:49
9. "Towel"	3:33
10. "Wastecoat"	1:10
11. "Mute (Part 1, Part 2, Part 3)"	8:06
12. "Music for the Head (There)"	1:24

### Cara B
1. "No Reason to Live, No Reason to Die"	11:09
2. "Daughters in Excess"	6:46
3. "The Cross / Hole / Yellow Hedgerow Dreamscape"	20:39

- Datos: Q1160832